# Fernando López Arias, Uxpanapa
Fernando López Arias är en ort i Mexiko.   Den ligger i kommunen Uxpanapa och delstaten Veracruz, i den sydöstra delen av landet, 500 km öster om huvudstaden Mexico City. Fernando López Arias ligger 77 meter över havet och antalet invånare är 361.
Terrängen runt Fernando López Arias är huvudsakligen platt. Fernando López Arias ligger nere i en dal. Runt Fernando López Arias är det ganska glesbefolkat, med 29 invånare per kvadratkilometer. Närmaste större samhälle är Poblado Cinco, 8,6 km sydost om Fernando López Arias. Omgivningarna runt Fernando López Arias är en mosaik av jordbruksmark och naturlig växtlighet.